# Xanthophenax ruber
Xanthophenax ruber là một loài tò vò trong họ Ichneumonidae.